# Uskok Kekerengu

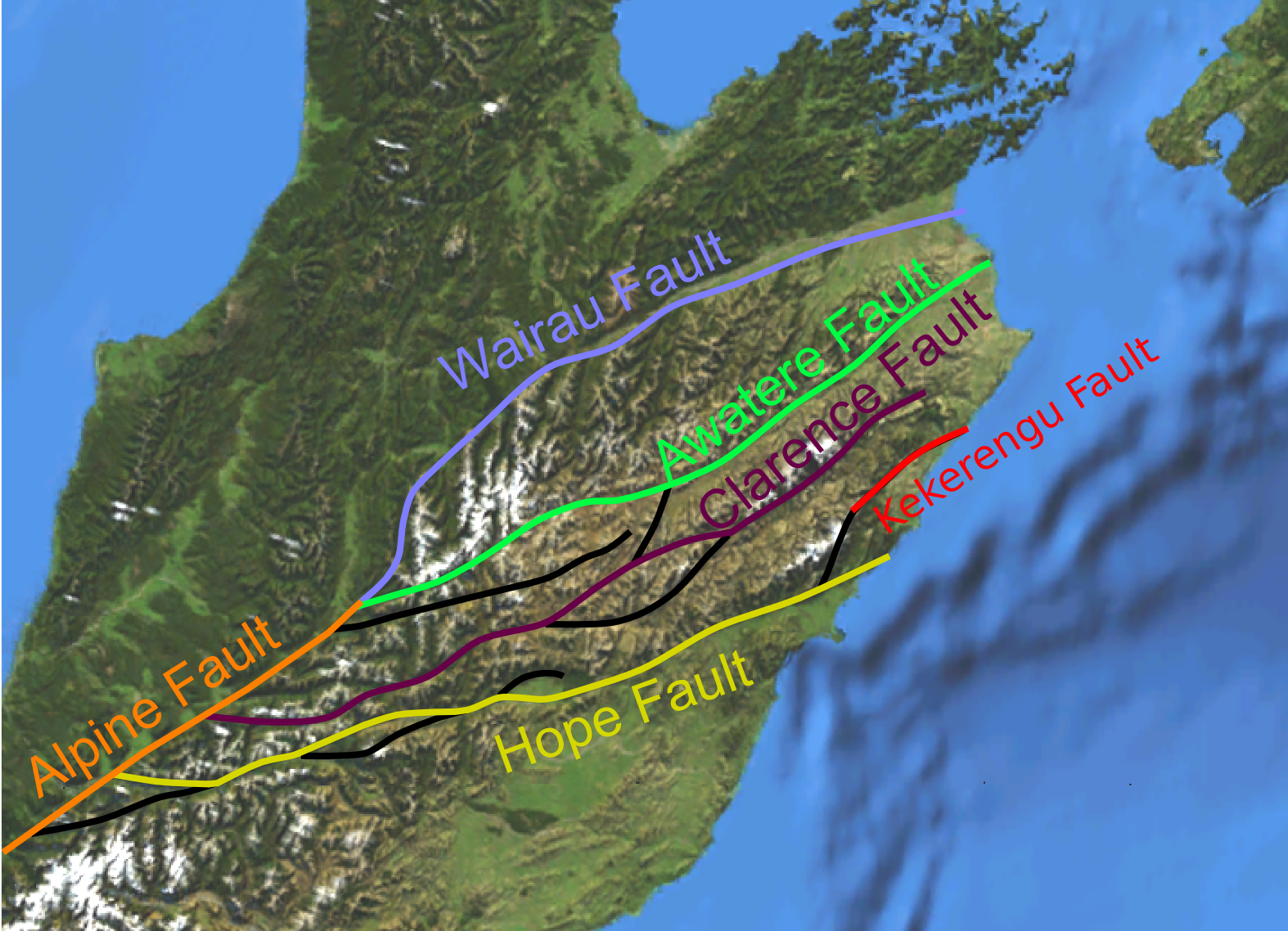
Mapa systemu uskoków Marlborough, uskok Kekerengu zaznaczony jest kolorem czerwonym

Uskok Kekerengu (ang. Kekerengu Fault) – uskok dekstralny (prawoprzesuwczy), położony w północno-wschodniej części Wyspy Południowej w Nowej Zelandii, wchodzący w skład systemu uskoków Marlborough, tzw. Marlborough Fault System . Powiązany z uskokiem Hope oraz uskokiem odwróconym Jordan Thrust, położonymi w południowo-wschodniej części uskoku Kekerengu .

## Przebieg
Przebieg uskoku jest stosunkowo dobrze rozpoznany. Uskok Kekerengu rozpoczyna swój bieg w północnej części uskoku Hope. Uskok Kekerengu łączy się z uskokiem Hope poprzez system mniejszych uskoków: Jordan, Fidget oraz  Kowhai i Fyffe . Następnie biegnie równolegle do linii wybrzeża w kierunku północnym i łączy się prawdopodobnie  uskokiem Clarence, który w Cieśninie Cooka przechodzi w uskok Wairarapa  .

## Aktywność sejsmiczna

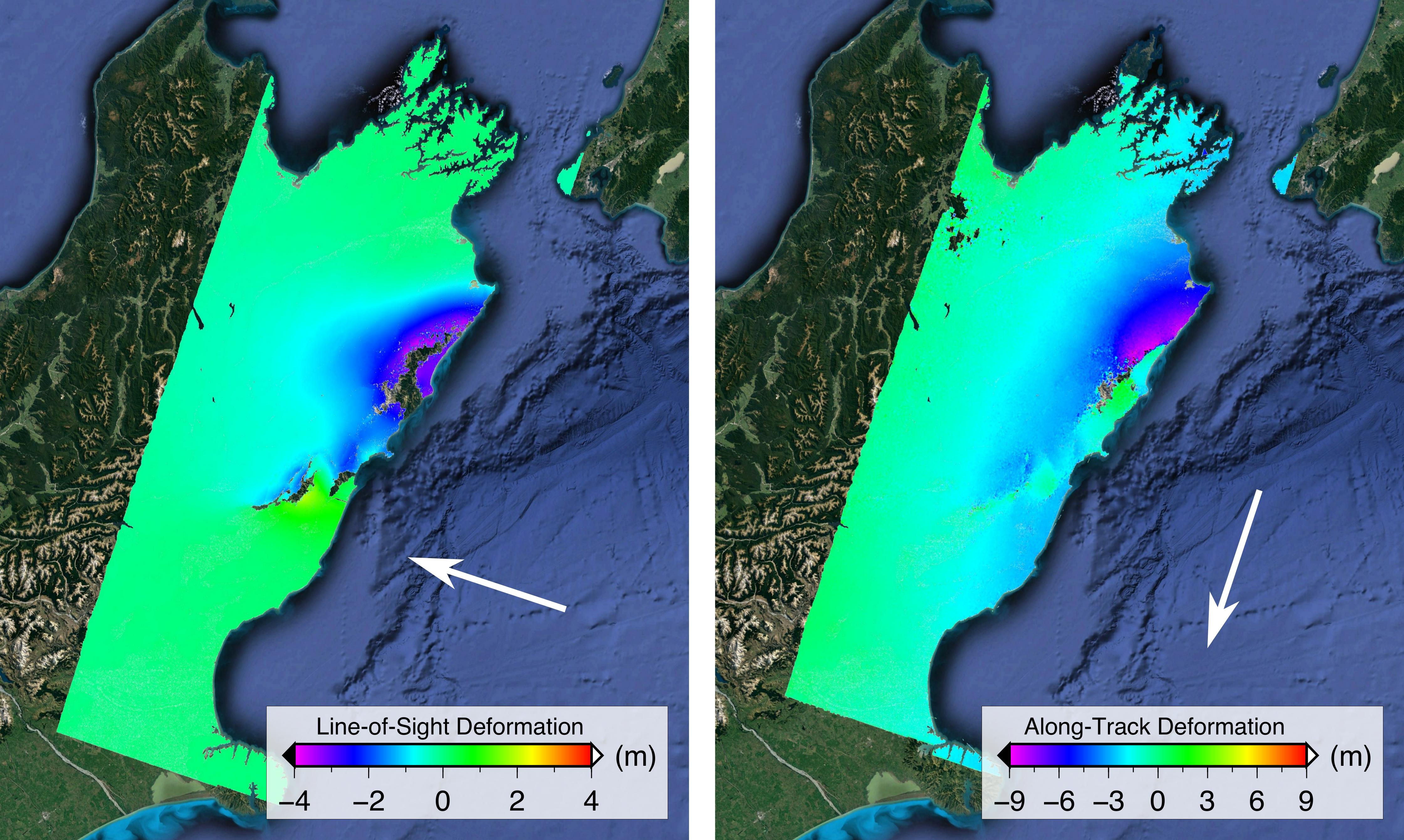
Satelitarny obraz radaru ukazujący ruchy ziemi podczas trzęsienia ziemi w Kaikoura w 2016 roku

Badania geologiczne przeprowadzone na południowo-zachodnim brzegu strumienia McLean Stream, położonego około 600 m na zachód od zabudowań rolnych w Waiautoa sugerują, że brzeg wzdłuż strumienia przemieścił się poziomo pod wpływem trzęsienia ziemi. Na podstawie tego stanowiska badawczego średnia prędkość przemieszczania się uskok Kekerengu wynosi 3-10 mm/rok. Pojedyncze duże trzęsienie ziemi powoduje przesunięcie uskoku o około 2-5 m, a przerwa między nimi szacowana jest na okres od 200 do 1670 lat. Parametry oszacowane na podstawie tego stanowiska wydają się mało wiarygodne .
Drugie stanowisko badawcze położone było na linii pomiędzy strumieniem Heaver’s Creek a rzeką Kekerengu River, która ukazuje przebieg uskoku. Kanał oraz terasy rzeczne, które zostały utworzone przez Glencoe Stream, zostały przesunięta w wyniku trzęsienia ziemi o około 700 m. Na podstawie tego stanowiska badawczego, określono, że uskok Kekerengu przemieszcza się z prędkością 18-23 mm/rok. Uważa się, że dane z tego stanowiska są bardziej wiarygodne . 
Przyjmuje się, że średnia prędkość przemieszczania się uskok Kekerengu wynosi 10-20 mm/rok, Przerwa między dużymi trzęsieniami ziemi szacowana jest na okres od 100 do 200 lat lub od 250 do 500 lat. Pojedyncze duże trzęsienie ziemi powoduje przesunięcie uskoku o około 2-5 m .
Dane historyczne sugerują, że trzęsienia ziemi w Wairarapa z 1855 roku o magnitudzie 8,2° w skali Richtera, które wystąpiło na Wyspie Północnej, mogło rozciągnąć się w kierunku południowym nawet do północnych krańców uskoku Kekerengu  .
Trzęsienia ziemi w Kaikoura w 2016 roku o magnitudzie 7,8° w skali Richtera spowodowało wystąpienie ruchów skorupy ziemskiej wzdłuż uskoku, które przyczyniły się do jego pęknięcia na odcinku około 70 km (w tym 34 km pod powierzchnią wody)  .